# Національний День Іспанії
Національний День Іспанського Королівства — державне та національне свято Іспанії. Щороку відзначається 12 жовтня; дата святкування Національного дня Іспанії приурочена до відкриття Америки Христофором Колумбом, що відбулося в ході іспанської експедиції. Святкування включає військовий парад, на якому присутні Король Іспанії, королівська сім'я Іспанії, голова Уряду Іспанії, інші представники влади.

## Походження свята

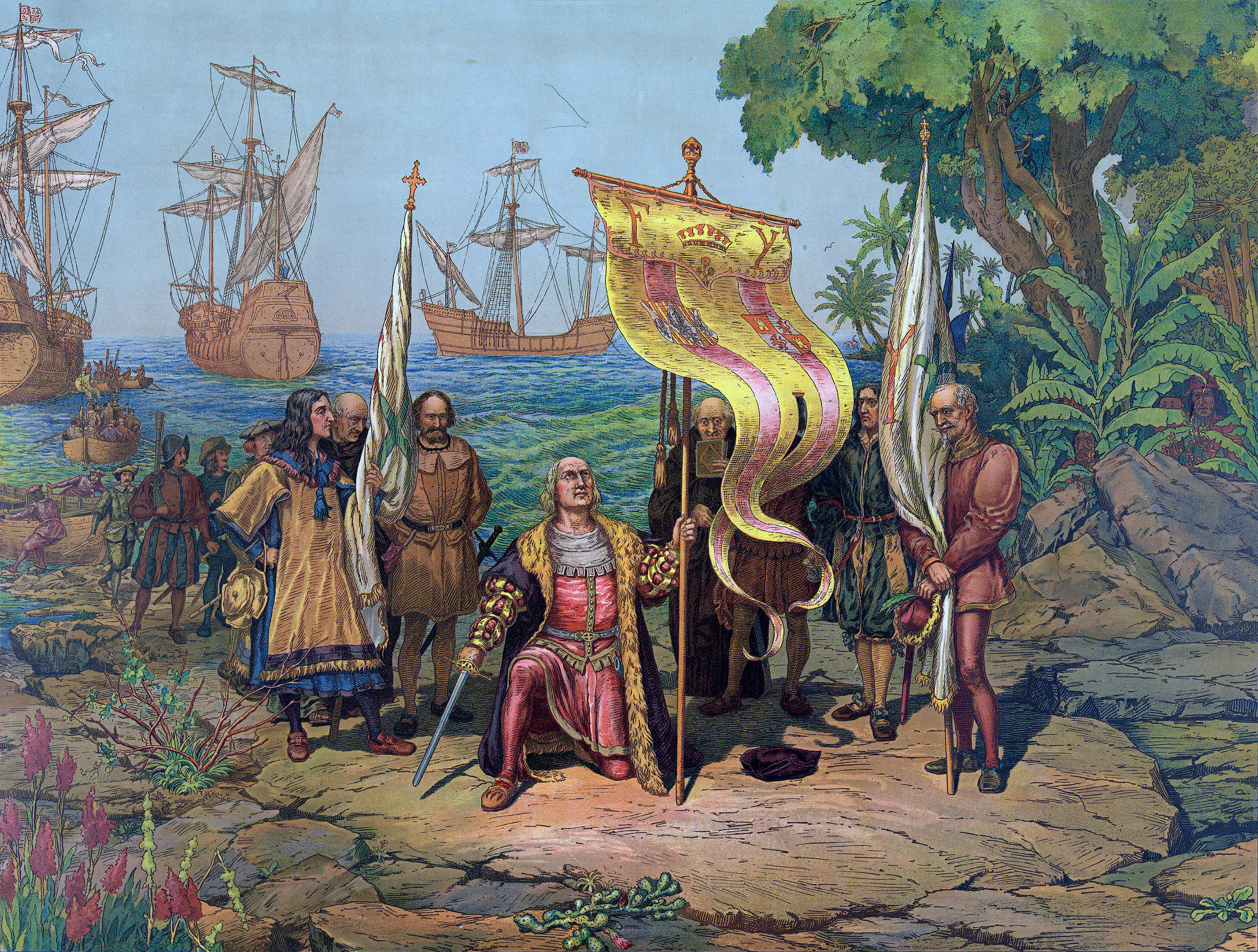
Прибуття експедиції Христофора Колумба на острів Сан-Сальвадор

12 жовтня 1492 року іспанська експедиція на чолі з Христофором Колумбом, що вирушила Атлантичним океаном у пошуках Індії, причалила на березі острова Сан-Сальвадор. Тоді члени експедиції вважали, що відкрили західний шлях до Індії, проте згодом Амеріго Веспуччі довів, що Колумб відкрив для європейців «Новий світ».
Після цієї події іспанський уряд почав відряджати експедиції з дослідження Нового світу. Відбулися друга й третя подорожі Колумба. У 1513 році експедиція Васко Нуньєса де Бальбоа перетнула Панамський перешийок та вийшла у Тихий океан. Тоді найбільший океан на планеті був відкритий для європейців. Експедиції Франциска Ернандеса де Кордоба та Хуана де Гріхальви у 1517 та 1518 роках відповідно досліджували узбережжя Мексики. У 1501—1502 роках відбулася експедиція флорентійського мореплавця Амеріго Веспуччі, в ході якої він довів, що відкриті Колумбом землі — не Індія, а нові для європейців території, тому назвав новий континент Новим світом. З часом почала популяризуватись назва «Америка» в честь Амеріго Веспуччі.

## Історія свята та святкування
23 вересня 1892 року регентка Іспанського Королівства Марія Крістіна Австрійська підписала указ, згідно з яким 12 жовтня оголошувалося святковим днем на честь відкриття Америки.
Більшу частину ХХ століття свято відзначалося як «День Іспанського світу» (Día de la Hispanidad). З приходом до влади Франциско Франко та встановленням диктатури внаслідок Громадянської війни в Іспанії свято не відзначалося аж до 1958 року.
У 1975 році Франсіско Франко помер, в Іспанії була відновлена монархія. Формою правління стала конституційна монархія. Іспанія почала переходити до демократичного устрою. В ході цього процесу у 1981 році було видано указ 3217/1981, згідно з яким 12 жовтня проголошувалося «Національним святом Іспанії та Днем Іспанського світу». Згодом, у 1987 році, був виданий Закон 18/1987, згідно з яким був встановлений «Національний день Іспанії» та скасовано свято «Дня Іспанського світу».
Національний День Іспанського Королівства відзначається щороку 12 жовтня. Святкування включає також військовий парад. На ньому присутні представники королівської сім'ї, зокрема Король Іспанії, голови Уряду, палат парламенту, представники автономних спільнот Іспанії та інші.
Крім офіційного найменування свята, встановленого Законом 18/1987, використовуються також такі терміни:
- Día de la Fiesta Nacional (Національне свято).
- Día Nacional de España (Національний День Іспанії).
- Fiesta de la Hispanidad (Свято Іспанідаду).
- Día de la Raza (День Колумба).
- Día de la Hispanidad (День Іспанідаду).

## Галерея

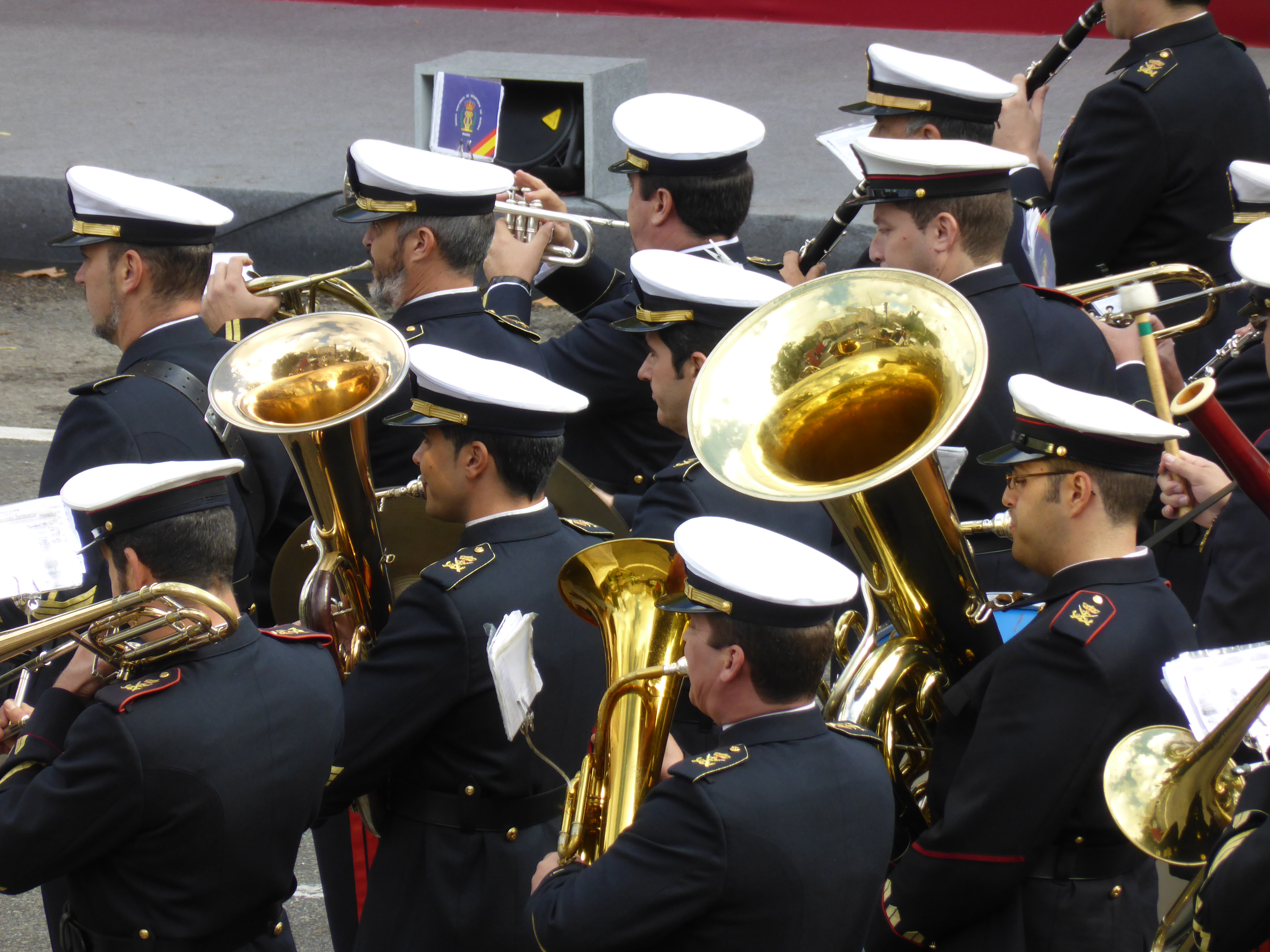
Музичний ансамбль Військово-морських сил Іспанії
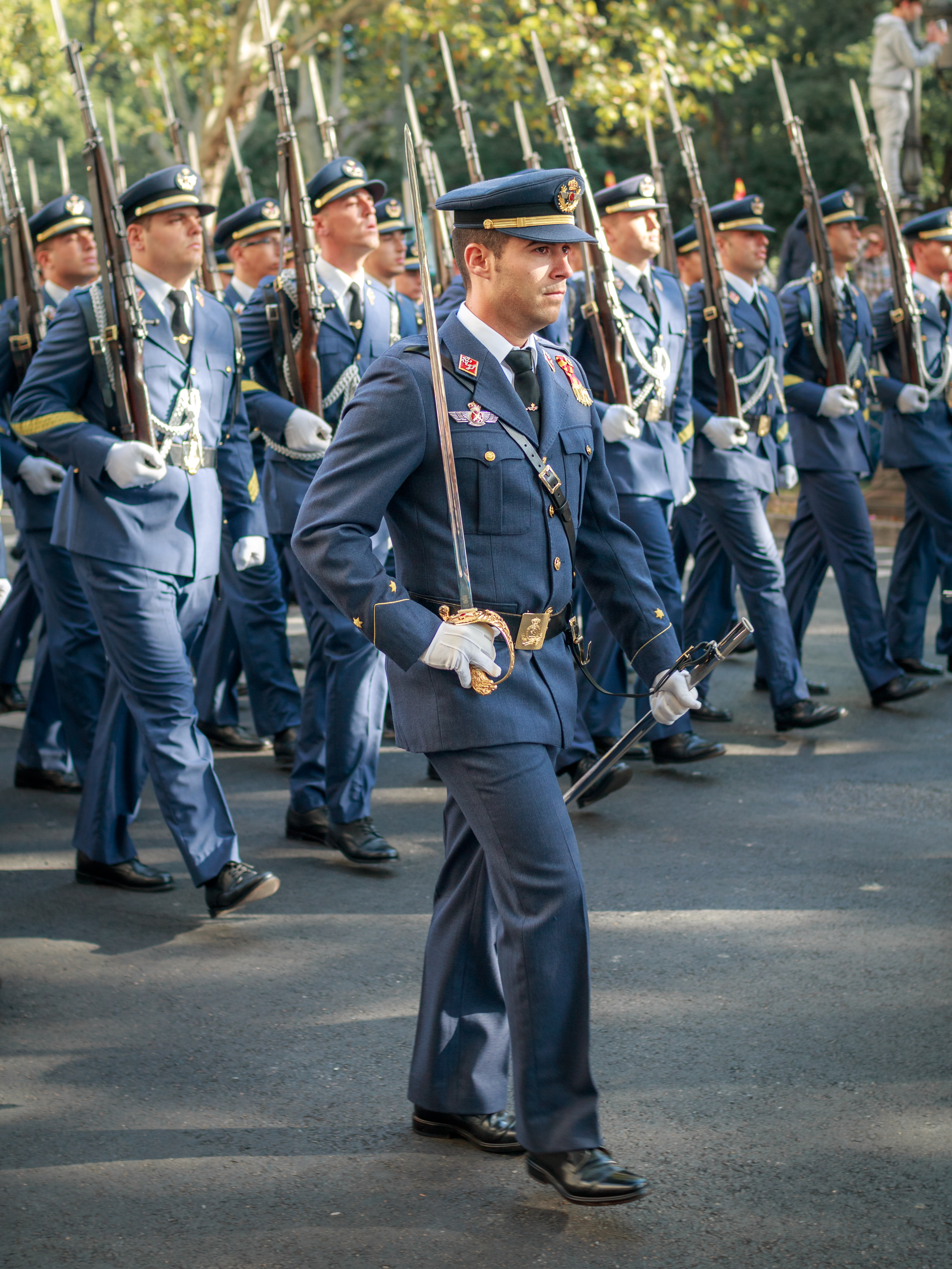
Солдати Військово-повітряних сил Іспанії під час військового параду до Національного Дня Іспанії
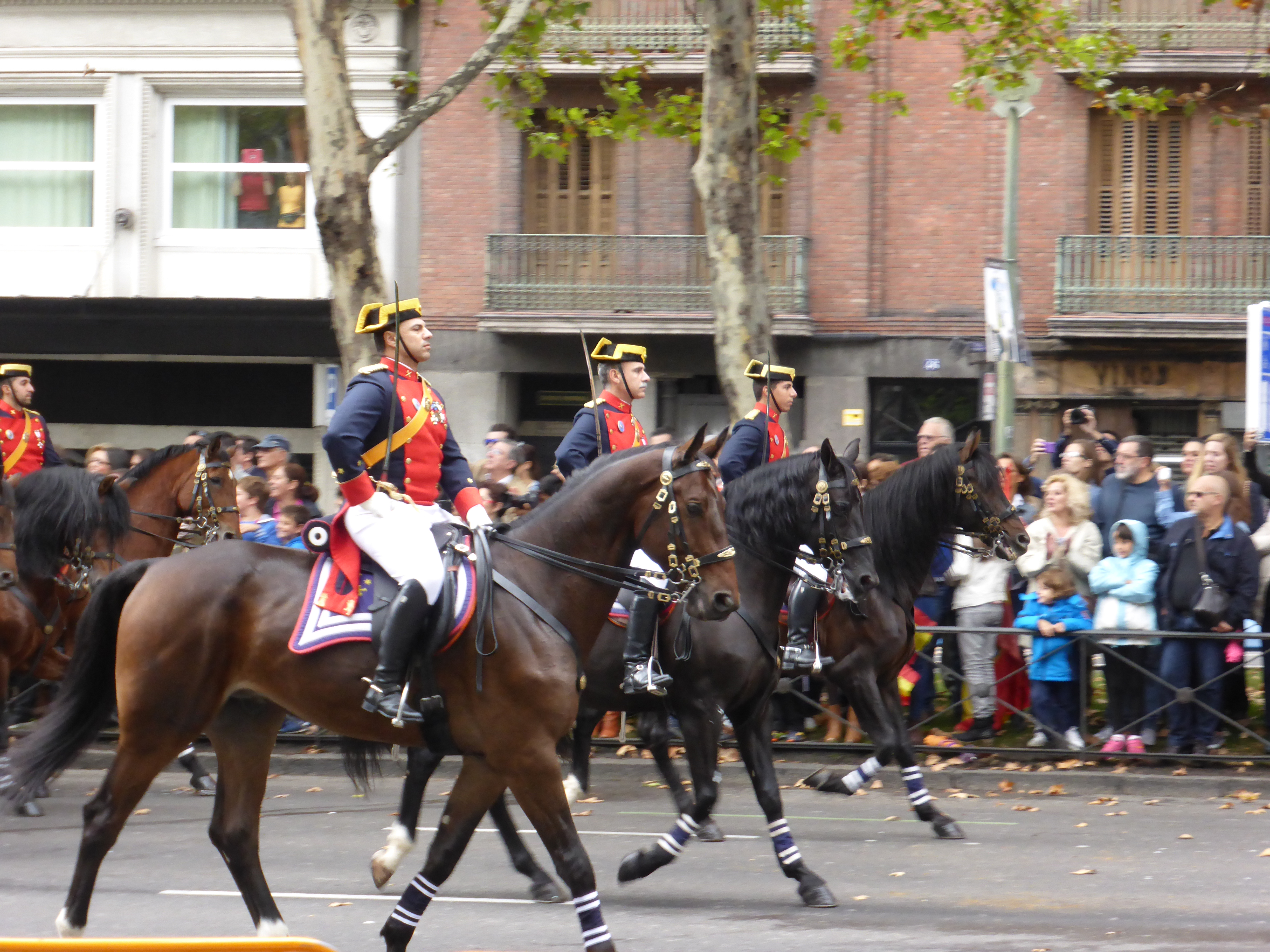
Хода Громадянської гвардії
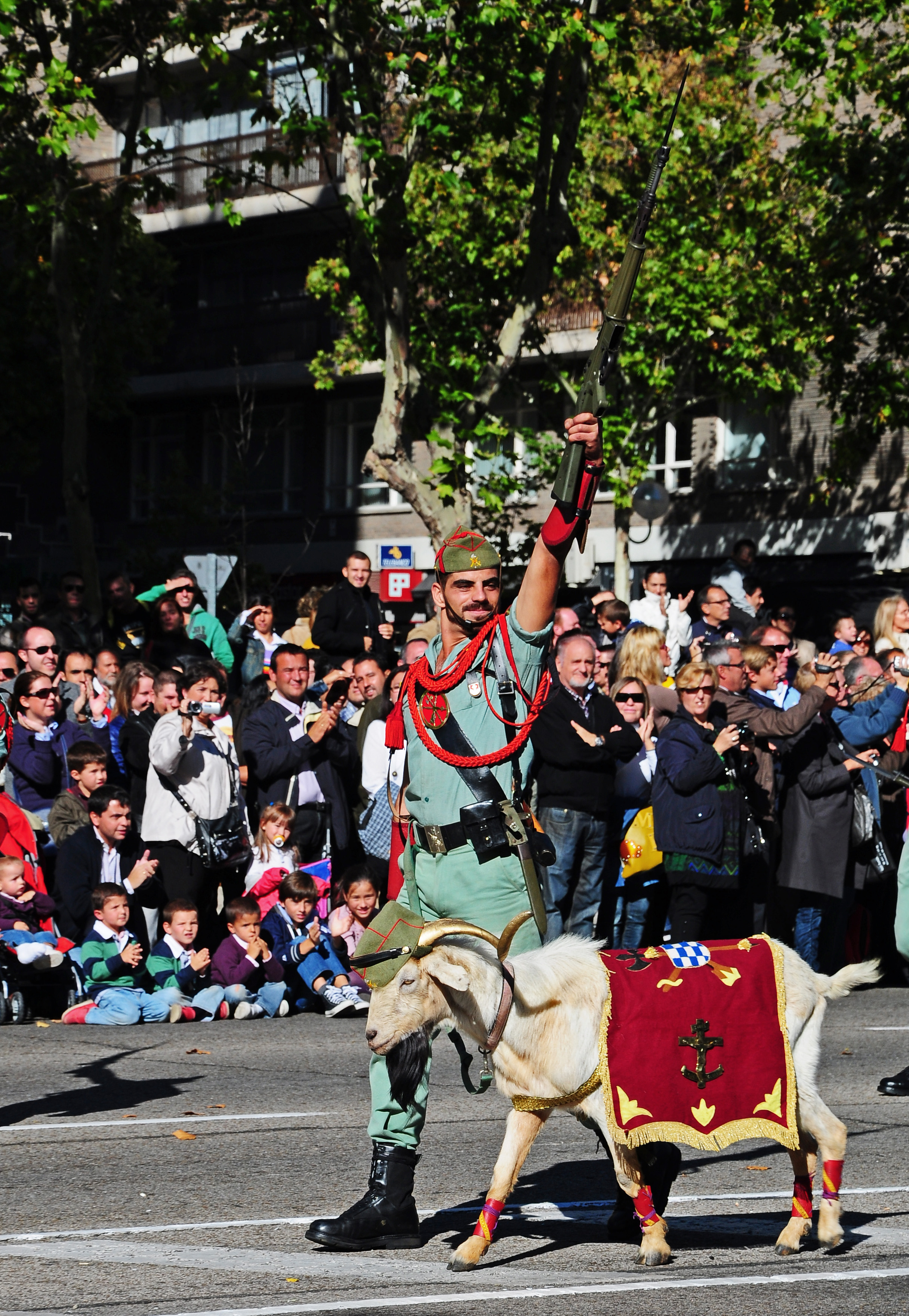
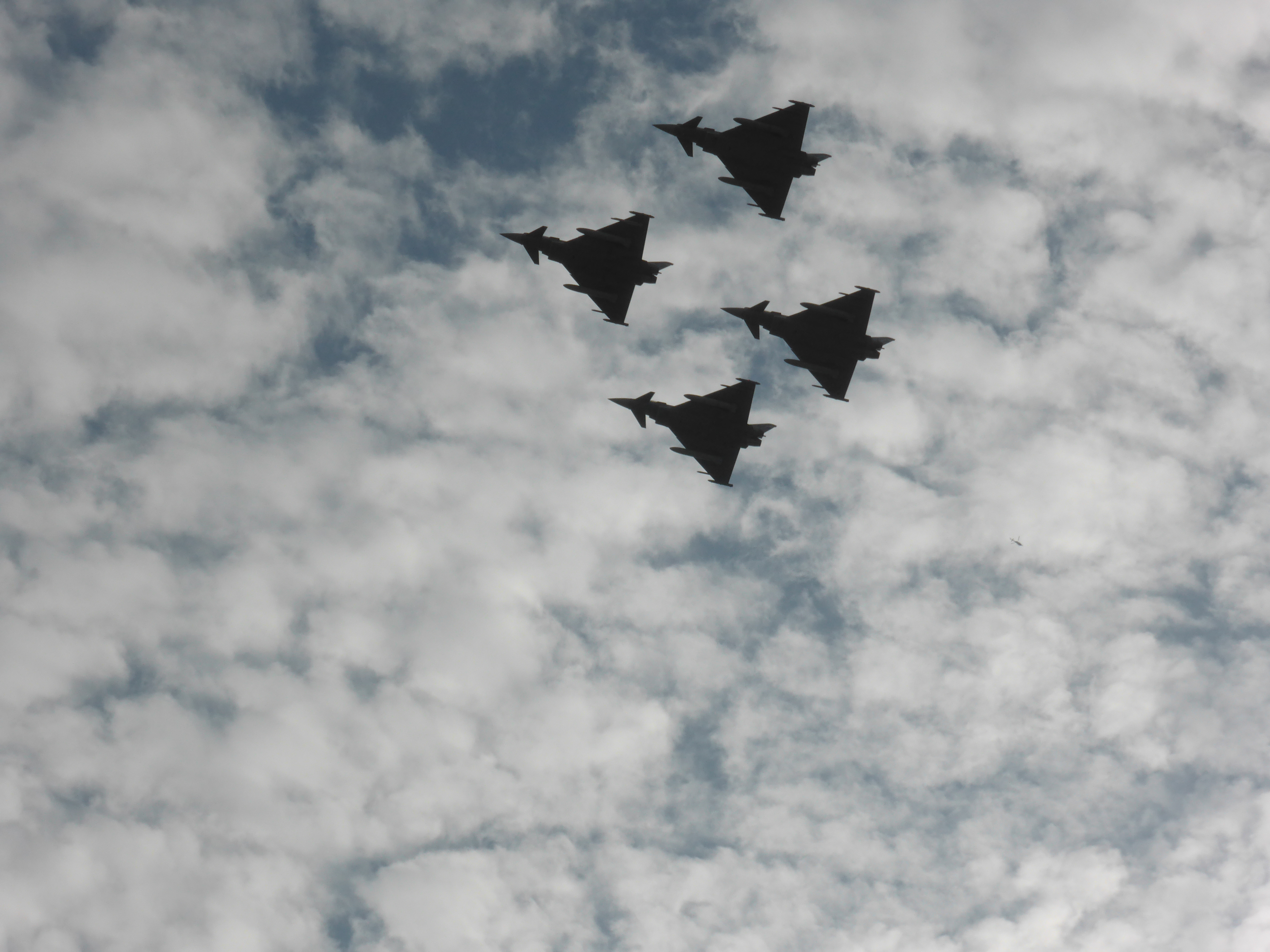
Чотири літаки Eurofighter Typhoon в небі над Мадридом. 12 жовтня 2017 року
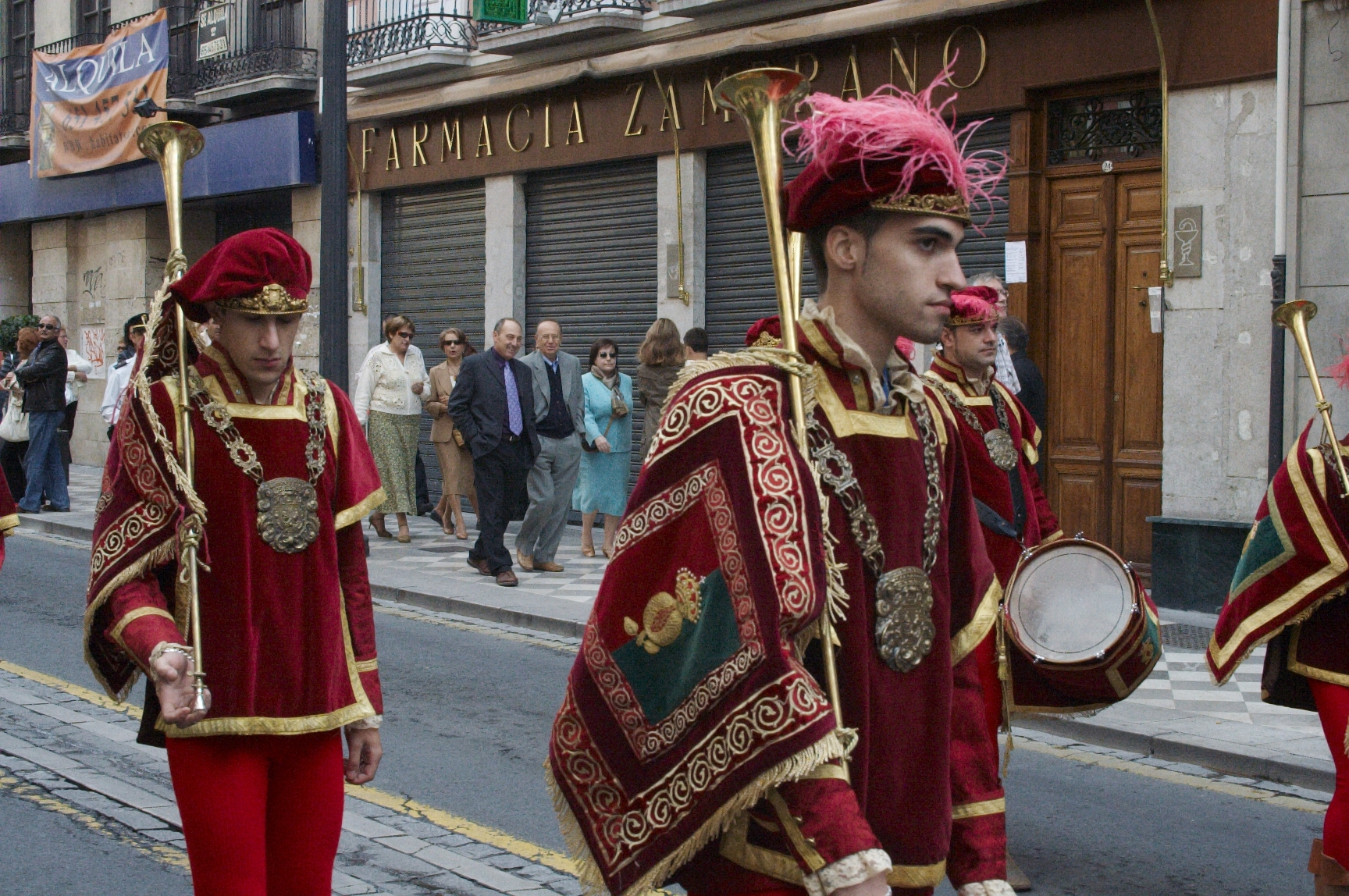
Парад у Гранаді. 2007 рік
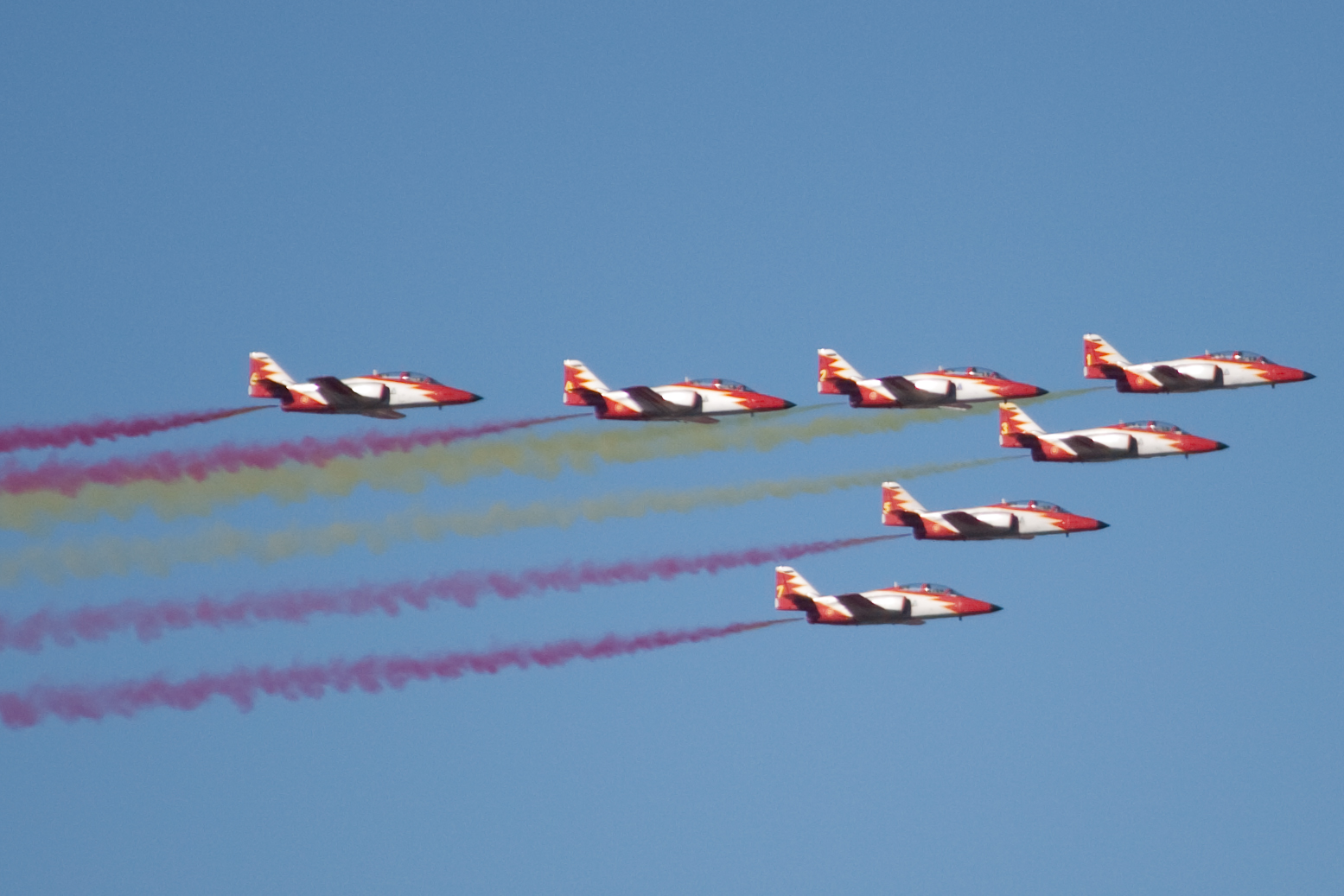
Повітряний парад до Національного Дня Іспанії. 2009
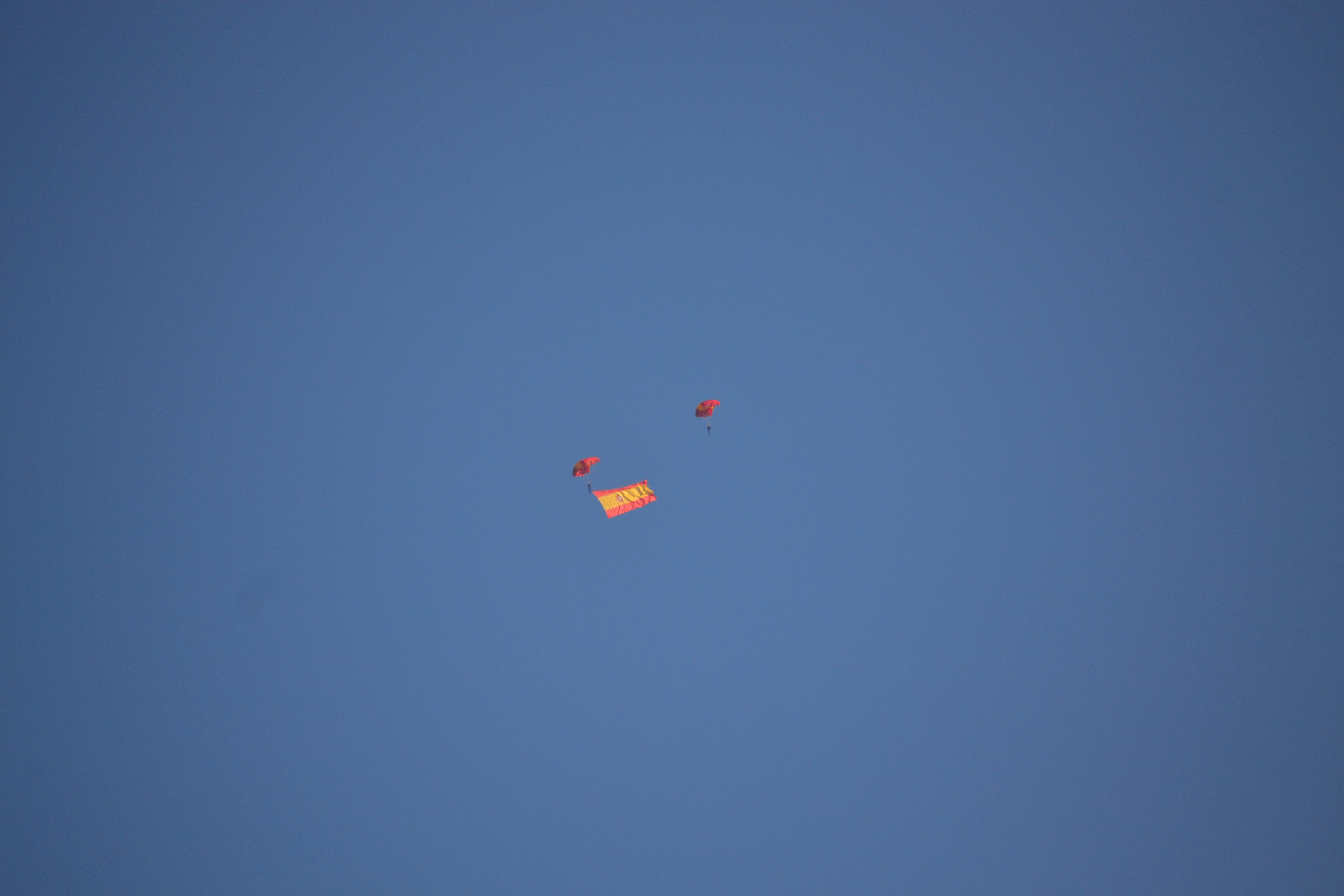
Двоє парашутистів з парашутами в кольорах іспанського прапора, один з них несе прапор Іспанії. 2021